# فلسطينيو ليبيا
فلسطينيو ليبيا، هم الفلسطينيون المتواجدون في دولة ليبيا في شمال إفريقيا، بلغ عدد أفراد الجالية الفلسطينية حوالي 30 ألف لاجئ فلسطيني وفق تقديرات عام 1992، من مجموع اللاجئين الفلسطينيين في الشتات الفلسطيني عبر أنحاء العالم.

## التاريخ
- دولة ليبيا كانت من أكثر البلاد ترحيباً باللاجئين الفلسطينيين ومنحهم حق الإقامة والعمل.[3]

- أدى ذلك إلى هجرة عدد كبير من اللاجئين الفلسطينيين الذين ضاق بهم العيش في بلاد مضيفة أخرى إلى التوجه إلى ليبيا.

- مع تزايد انتاج البترول، والتوسع في تطوير بنى الدولة الليبية هاجر إلى ليبيا أعداد مهمة من الفلسطينيين ومن فئات مختلفة منها الأطباء والمهندسين وأساتذة الجامعات،[4] والعمال والمهنيين.

## تواجد الجالية الفلسطينية في ليبيا
- تركز الوجود الفلسطيني في ليبيا بالمدن الرئيسة مثل طرابلس وبنغازي وسرت ومصراته.

- عدد من أفراد الجالية الفلسطينية من طلاب الجامعات ويقدر هذا العدد بحوالي 2000 طالب وطالبة وفي مختلف المستويات: جامعي، معاهد، مدارس ثانوية، إعدادي، نتيجة شروط الدراسة المتاحة، ولوجود حالة استقرار عامة وخصوصاً بعد عام 1995.[5]

## الأوضاع الإقتصادية والسياسية التي أثرت على الجالية الفلسطينية في ليبيا
- في عام 1992 تدهور الوضع الاقتصادي وأصبحت ليبيا أقل جاذبية للاجئين الفلسطينيين.

- تم تخفيض عدد الأجانب فيها، وأعلن الرئيس الراحل معمر القذافي في سبتمبر 1995 أن جميع الفلسطينيين عليهم مغادرة ليبيا، وكذلك القادمين من بلاد مضيفة أخرى غادروها.

- غادر الفلسطينيون ليبيا قاطعين مسافة أكثر من 2000 كيلو متر، وحوصر عدد منهم على الحدود المصرية، نظراً لفقدانهم حق الإقامة في قطاع غزة بفضل إجراءات الإحتلال الإسرائيلي للقطاع.

- في عام 1995 أقام نحوا من 200 معظمهم من النساء والأطفال في معسكرات ووسائل معيشة بدائية على الحدود المصرية.

- بعد الضغط على الرئيس العقيد القذافي فقد ألغى التهجير القسري للفلسطينيين مؤقتاً.[6]

- في عام 2011، بعد هبة الربيع العربي الذي حدثت في بعض الدول العربية وليبيا ومقتل الرئيس القذافي، فر العديد منهم إلى قطاع غزة، ومصر، وتونس.[7]